# Place Edwige-Feuillère
La place Edwige-Feuillère est une voie située dans le quartier du Gros-Caillou du 7e arrondissement de Paris.

## Situation et accès

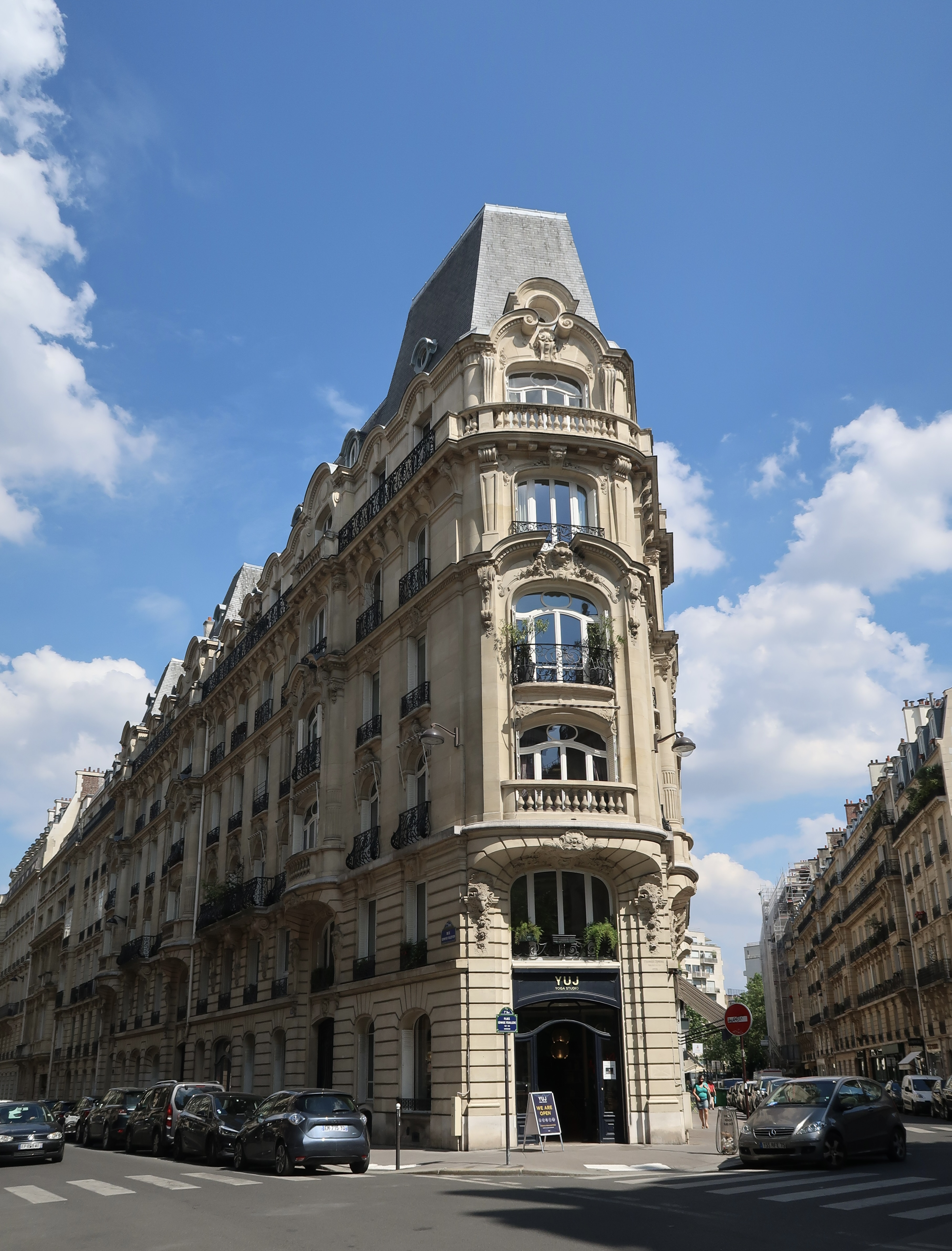
La place au croisement des rues Edmond-Valentin et Dupont-des-Loges.

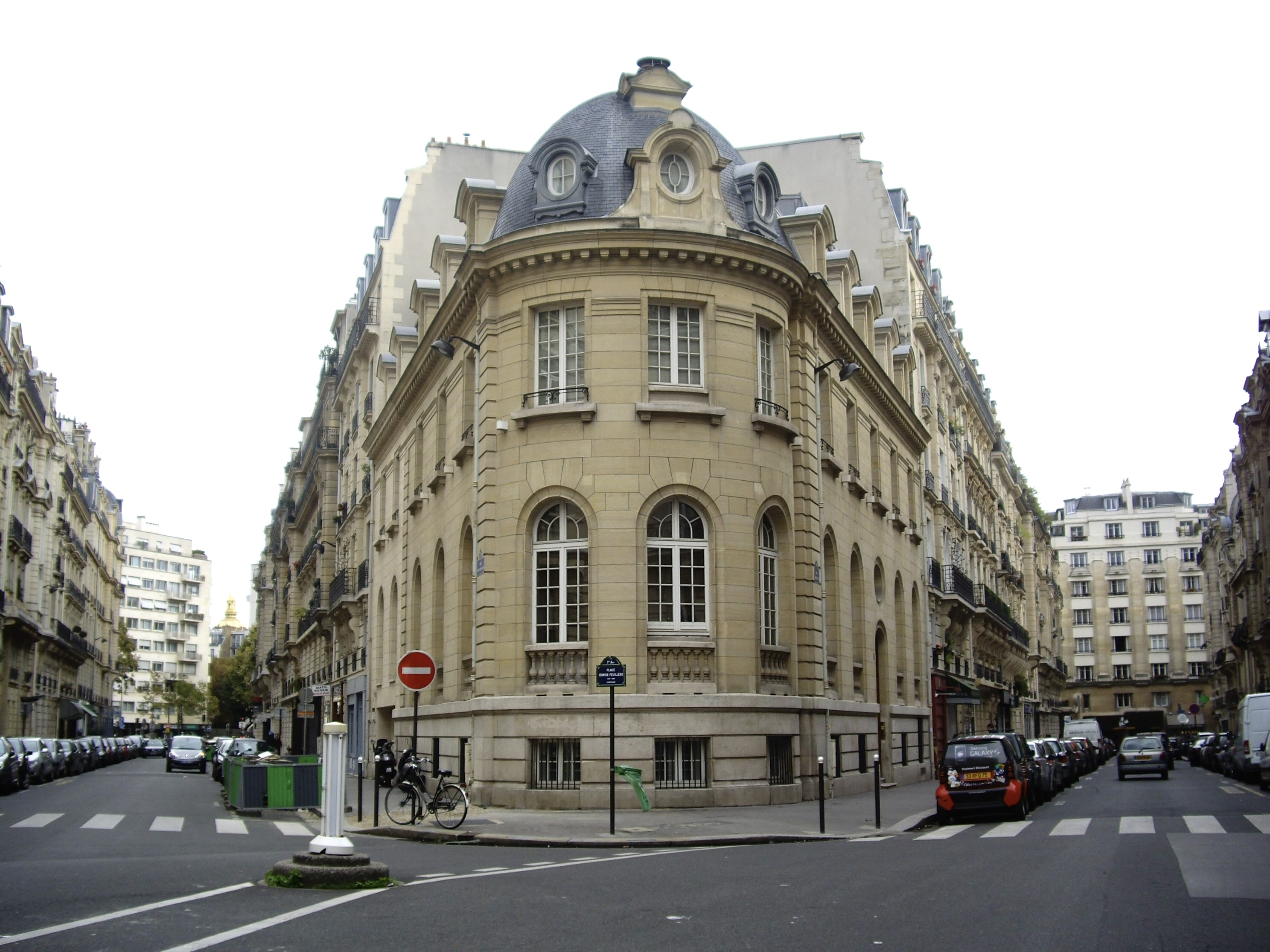
La place au croisement des rues Dupont-des-Loges et Sédillot.

La place Edwige-Feuillère est une voie publique située dans le 7e arrondissement de Paris. Elle se trouve au croisement de la rue Edmond-Valentin, de la rue Dupont-des-Loges et de la rue Sédillot.

## Origine du nom
Elle porte le nom de l'actrice française Edwige Feuillère (1907-1998), qui vécut de 1937 à 1970 au no 16, avenue de La Bourdonnais, adresse située non loin de la place.

## Historique
La place est créée et prend son nom actuel en 2004 sur l'emprise des voies qui la bordent. 